# Lapislazzuli

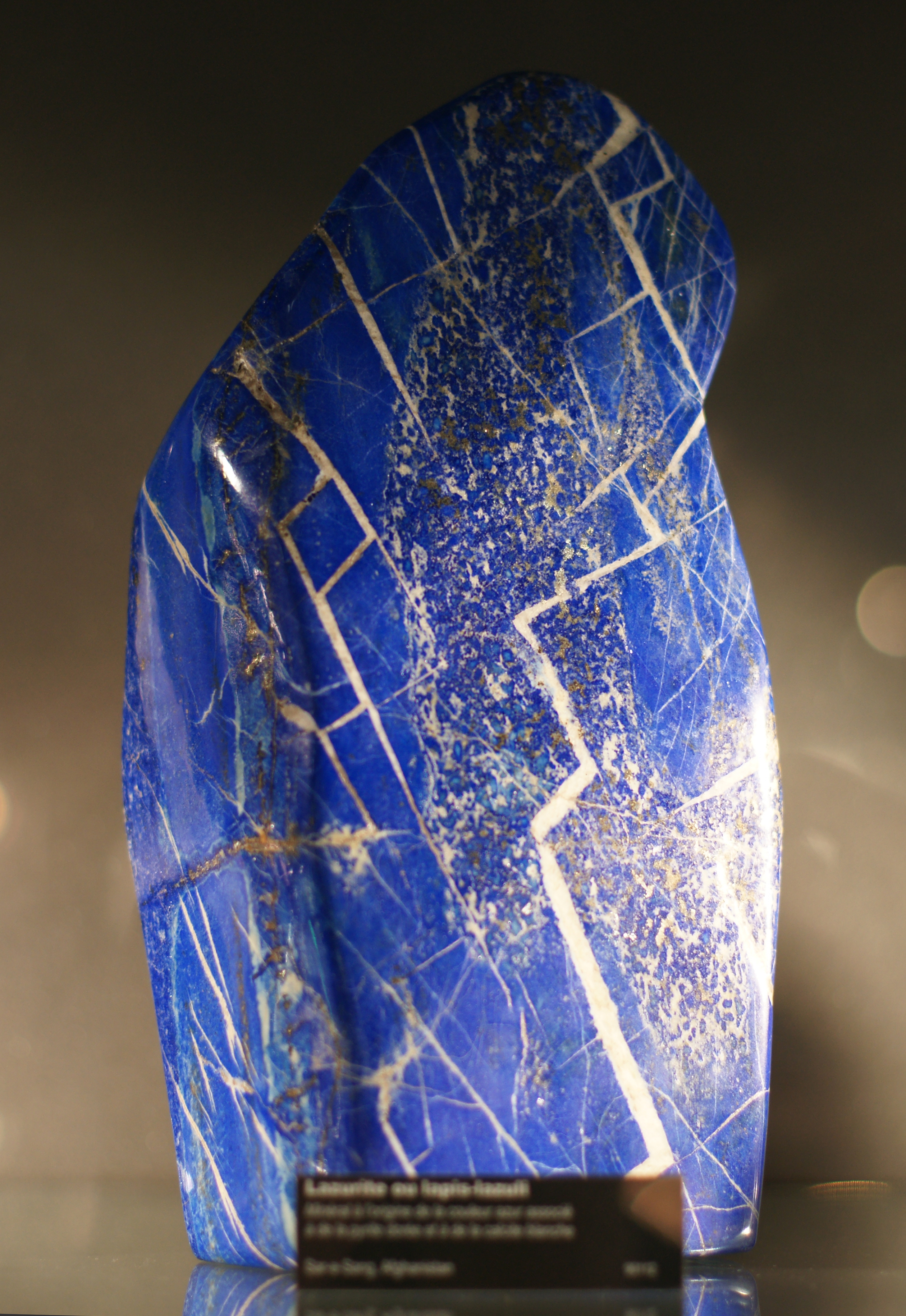
Un blocco di lapislazzuli

Il lapislazzuli (meno comune lapislazuli, lapislazzulo o lapislazoli) è una delle pietre preziose conosciute sin dall'età antica.

## Etimologia
Deriva dal latino lapis, "pietra" e dal latino medievale lazulum, dall'arabo لازورد lāzuward che a sua volta deriva dal persiano لاژورد läžwärd "azzurro".
Lo stesso termine azzurro deriva da läžwärd, passato all'arabo لازوردي lāzwardī "lapislazzuli" e al greco bizantino λίθος (líthos), λαζούριος (lazúrios), con aferesi della lettera l sentita come articolo, quindi (l') *azúrio > azzurro.

## Storia
L'utilizzo di questa gemma risale al V millennio a.C., al tempo in cui fu molto usata, ad esempio, per la fabbricazione dei gioielli trovati nelle tombe faraoniche in Egitto.
I pittori con il lapislazzuli ottenevano, attraverso la macinazione e altri procedimenti, il più pregiato colore blu per gli affreschi medievali: la tonalità era intensa ed estremamente resistente nel tempo. Il costo di questa materia prima era paragonabile a quello dell'oro, se si pensa che le uniche miniere conosciute erano in Afghanistan. La ricchezza del materiale aveva anche un significato devozionale: nell'arte sacra ritrarre la divinità con materiali preziosi era una sorta di offerta che si faceva nei suoi confronti.
Anche nell'epoca Babilonese questo materiale veniva particolarmente usato. Si può riscontrare infatti l'utilizzo del lapislazzuli nella famosa Porta di Ishtar che fungeva da ingresso principale alla grande città di Babilonia.
Nell'età moderna, famose sono le coppe e i vasi in lapislazzuli che appartennero ai Medici, famiglia regnante a Firenze dal XIV al  XVIII secolo. Michelangelo ne fece uso abbondantemente  per affrescare sia la Cappella Sistina (in particolare nel Giudizio universale) sia la Cappella Paolina (Conversione di Saulo e Crocifissione di san Pietro). A Roma nella Chiesa del Gesù, alla sommità dell'altare di Sant'Ignazio di Loyola, si trova una grande sfera di lapislazzuli (il più grande blocco che si conosca). I lapislazzuli sono presenti anche nella nicchia dell'altare.

## Caratteristiche
È prevalentemente di colore azzurro intenso (ma ne esistono anche campioni di colore più vicino al celeste, a seconda della quantità di calcite).
Il lapislazzuli è costituito da una elevata concentrazione di lazurite con associati altri minerali accessori come calcite e inclusioni di pirite.
Il lapislazzuli si trova in giacimenti soprattutto in Afghanistan (Miniera di Sar-e-Sang, in Badakhshan, citata anche da Marco Polo), in Cina e Cile. È presente anche in alcune effusioni dei vulcani campani e laziali.

## Caratteristiche chimico-fisiche
- Durezza (secondo la scala di Mohs): 5,5[6]
- Densità: 2,75 g/cm³[6]
- Sfaldatura: assente[6]
- Frattura: irregolare[6]
- Colore della polvere/Striscio: azzurro-grigio[6]
- Lucentezza: terrosa[6]
- Fluorescenza: giallo-rosa a chiazze[6]
- Formula chimica:  (Na,Ca)8[(SO4/S/Cl)2/(AlSiO4)6] + Fe2+